# ヘレナ・ラコチ
ヘレナ・ラコチ（ポーランド語: Helena Rakoczy ポーランド語発音: [/xɛˈlɛ.na raˈkɔ.t͡ʂɨ/], 旧姓：クシヌヴェク, 1921年12月23日 - 2014年9月2日）は、ポーランドの元女子体操競技選手。2004年に国際体操殿堂入りした。
1921年12月23日、ラコチはポーランドのクラクフに生まれた。幼少の頃はバレリーナになりたいと考えていたが、家庭の経済的な事情からバレエ学校に通うことは断念し、1934年にクラクフにあるポーランドの体操協会「ソクウ」（ポーランド語: Sokół）へ加入して体操競技のトレーニングを開始した。しかし、1939年9月にナチス・ドイツがポーランドへ侵攻して第二次世界大戦が始まり、ポーランドはドイツやソビエト連邦などに分割占領されるに至ったため競技生活は中断せざるを得なくなった。1945年に大戦は終わったもののポーランドは社会主義体制になり、「ソクウ」は廃止され体操競技のコーチらは当局に逮捕されるなど混乱が続いた。
こうした長きにわたる困難な時期を経験した後、ポーランド体操競技選手権が再開された1947年にラコチは初めてこの大会に出場し、その年から1956年までの間に7回出場して合計26個の金メダルを獲得した。獲得の内訳は次の表の通りである。
| 年   | 個人総合                     |                              |                              |                              |                              |
| ---- | ---------------------------- | ---------------------------- | ---------------------------- | ---------------------------- | ---------------------------- |
| 1947 | X                            | X                            | X                            |                              | X                            |
| 1948 |                              |                              | X                            |                              | X                            |
| 1949 | X                            | X                            | X                            |                              | X                            |
| 1950 | ポーランド選手権に出場せず。 | ポーランド選手権に出場せず。 | ポーランド選手権に出場せず。 | ポーランド選手権に出場せず。 | ポーランド選手権に出場せず。 |
| 1951 | X                            | X                            | X                            | X                            | X                            |
| 1952 | ポーランド選手権に出場せず。 | ポーランド選手権に出場せず。 | ポーランド選手権に出場せず。 | ポーランド選手権に出場せず。 | ポーランド選手権に出場せず。 |
| 1953 | X                            | X                            | X                            | X                            | X                            |
| 1954 | ポーランド選手権に出場せず。 | ポーランド選手権に出場せず。 | ポーランド選手権に出場せず。 | ポーランド選手権に出場せず。 | ポーランド選手権に出場せず。 |
| 1955 | X                            |                              | X                            |                              | X                            |
| 1956 | X                            |                              | X                            | X                            |                              |

1952年ヘルシンキ五輪と1956年メルボルン五輪にポーランド代表として出場し、メルボルン五輪の女子手具体操団体で銅メダルを獲得した。
しかし、ラコチが最も好成績を挙げた国際大会は世界体操競技選手権だった。28歳のときに出場した1950年7月のバーゼル大会においては個人総合で2位に2.316点差をつけて金メダルを獲得し、種目別でも跳馬、平均台、ゆかの3種目で金メダルを獲得。さらに、段違い平行棒で銅メダルを獲得した。また、1954年6月のローマ大会でも個人総合と段違い平行棒で銅メダルを獲得している。
1950年、ラコチはポーランドのスポーツ雑誌『プシェグロンドゥ・スポルトヴェゴ』の調査で「ポーランド最高のアスリート」に選ばれた。第二次世界大戦中を通して辛い占領の時代を経験したポーランド国民にとって、国際的な舞台で活躍するラコチはポーランドスポーツ復活の象徴だったのである。
競技生活引退後はコーチ、審判員として活動し、1960年ローマ五輪、1964年東京五輪、1972年ミュンヘン五輪ではポーランド五輪代表チームのコーチを務めた。また、米国でも現地のポーランドコミュニティで体操競技の発展に尽力した。
2014年9月2日に92歳で死去した。ポーランドのメディアは訃報の中でラコチを「20世紀におけるポーランド最高の体操競技選手の一人」、「スポーツ界における伝説的な世界チャンピオン」と報道している。